# 広島県道267号宇津可部線
広島県道267号宇津可部線（ひろしまけんどう267ごう うつかべせん）は、広島県広島市安佐北区を通る一般県道である。

## 概要
広島市安佐北区安佐町大字飯室（いむろ）から広島市安佐北区可部4丁目に至る。
2003年（平成15年）11月30日をもって廃止されたJR西日本可部線の廃線区間のうち可部駅 - 安芸飯室駅間の代替バスが本路線に設定されているが、未改良箇所が多数残っている。なお、廃線跡の土地を利用して、拡幅工事が行われたところもある。
2007年（平成19年）12月から起点 - 壬辰橋間は工事で完全通行止めとなっていたが2010年（平成22年）5月、宇津橋の架け替え工事が完了したことに伴い通行止めが解除された。
なお、基終点以外では、「亀山2丁目」（広島北税務署・河戸帆待川駅付近）の交差点以外、信号機が存在しない。

### 路線データ
- 起点：広島市安佐北区安佐町大字飯室（国道191号交点）
- 終点：広島市安佐北区可部4丁目（可部中央交差点、国道183号交点）
- 総延長：12.7 km

## 路線状況
ずっと太田川左岸を走っているが、反対側の太田川右岸には広島県道177号下佐東線があり、いくつかの橋で連絡している。

### 重複区間
- 広島県道268号勝木安古市線（広島市安佐北区可部町大字勝木）

## 地理

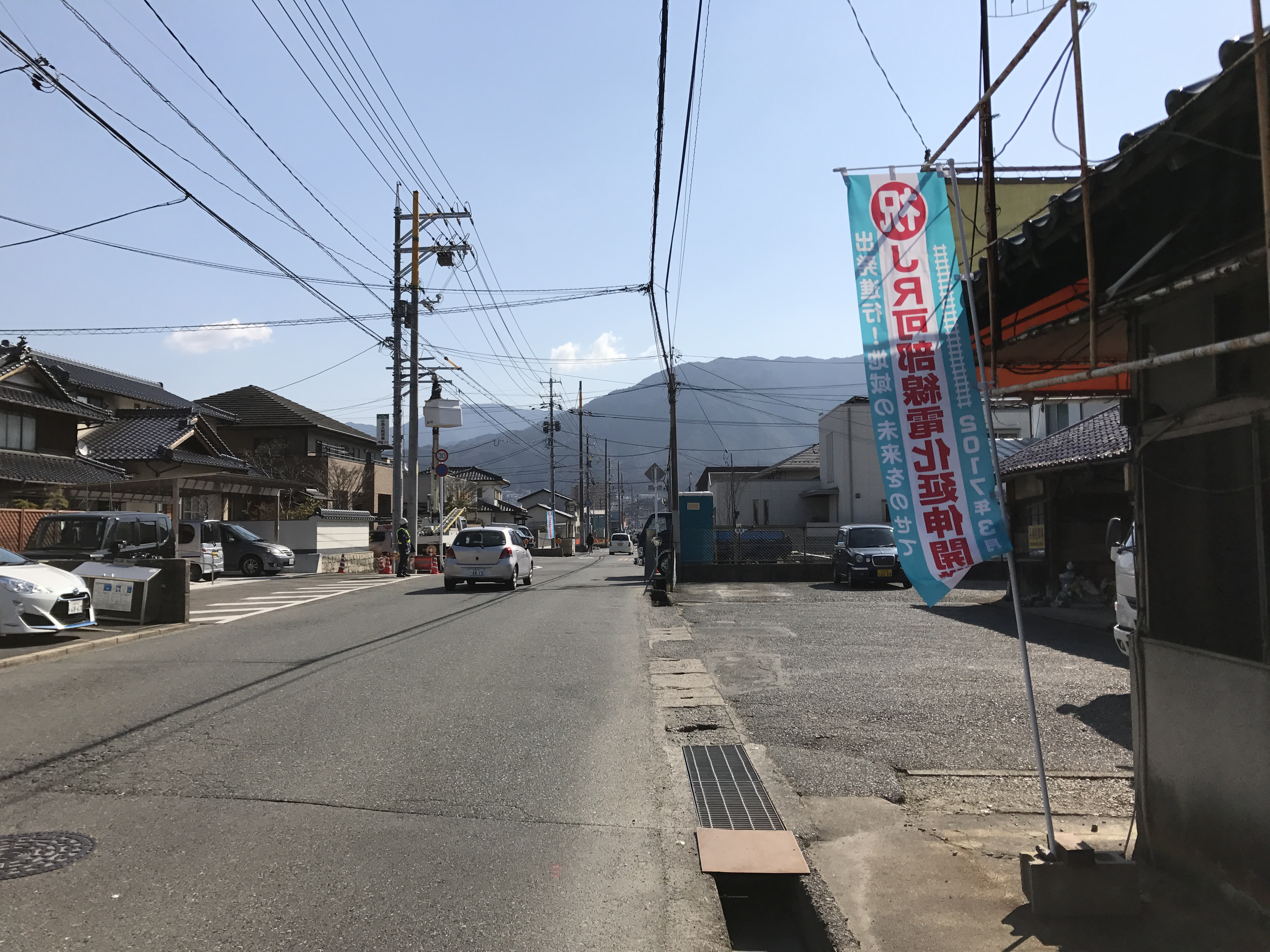
旧河戸駅跡付近

### 通過する自治体
- 広島市（安佐北区）

### 交差する道路
| 交差する道路                                          | 交差する場所             | 交差する場所          |
| ----------------------------------------------------- | ------------------------ | --------------------- |
| 国道191号                                             | 安佐町大字飯室（いむろ） | 起点                  |
| 広島県道268号勝木安古市線 重複区間起点                | 可部町大字勝木           |                       |
| 広島県道268号勝木安古市線 重複区間終点                | 可部町大字勝木           |                       |
| 広島県道269号今井田緑井線                             | 可部町大字今井田         |                       |
| 国道54号 / 可部バイパス 国道191号 重複 国道261号 重複 | 可部4丁目                | [ 注釈 1 ]            |
| 国道183号 国道191号 重複 国道261号 重複               | 可部4丁目                | 可部中央交差点 / 終点 |

### 沿線
- 広島市立北部医療センター安佐市民病院
- 太田川
- JR西日本可部線廃線跡
  - あき亀山駅 - 河戸帆待川駅
- 広島市立亀山中学校
- 広島市立亀山南小学校
- 広島市安佐北区役所
- 柳瀬キャンプ場